# Verkehrsministerkonferenz

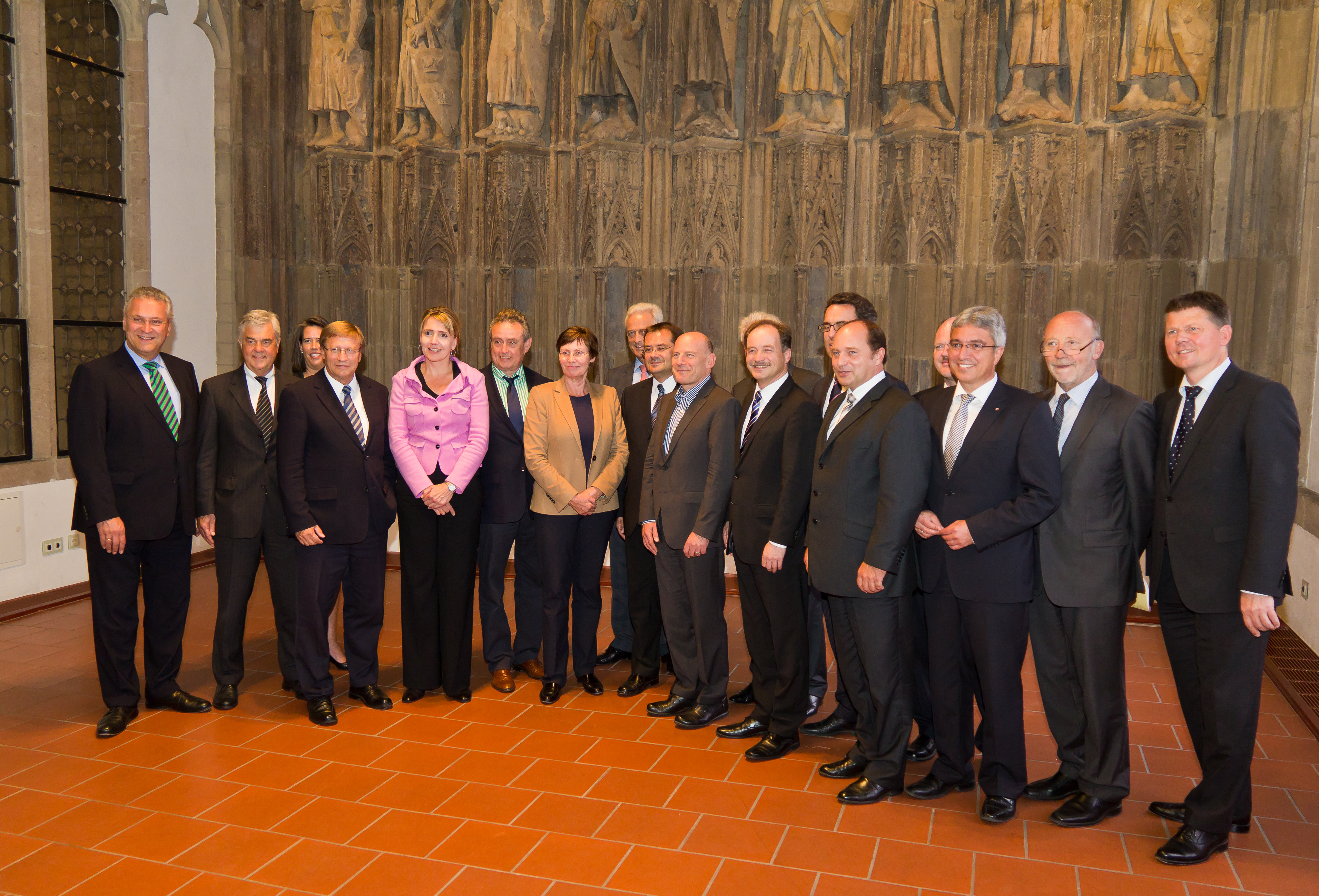
Gruppenbild der Verkehrsministerkonferenz 2011 im Rathaus von Köln

Die Ständige Konferenz der Verkehrsminister der Länder in der Bundesrepublik Deutschland (Kurzform: Verkehrsministerkonferenz, Abk. VMK) ist ein gemeinschaftliches Instrument, das die Verkehrspolitik der Länder koordinieren soll.
Die VMK ist ein freiwilliger Zusammenschluss der für Verkehr und Infrastruktur zuständigen Minister bzw. Senatoren der Länder und hat seinen Sitz in Berlin beim Bundesrat. Sie hat keine Rechtssetzungsbefugnis, ihre Entscheidungen sind daher keine Rechtssätze, sie müssen vielmehr erst von dem jeweiligen Land als landesrechtliche Rechtsvorschriften erlassen werden.
Die erste Verkehrsministerkonferenz fand vom 17. bis 19. November 1949 in Berlin statt.

## Aufgaben und Arbeitsweise
Die Verkehrsministerkonferenzen finden in der Regel zweimal im Jahr statt und werden von dem bzw. der Vorsitzenden der VMK einberufen. Teilnahme- und stimmberechtigt sind alle Verkehrsminister bzw. -senatoren der deutschen Länder. Der Bundesminister für Verkehr darf als Gast an der VMK teilnehmen und eigene Themen anmelden; stimmberechtigt ist er nicht.
Ziel der VMK ist einerseits, gegenseitigen Informations- und Erfahrungsaustausch im Bereich der Verkehrspolitik zu führen, auf der anderen Seite ist sie das Forum der Verkehrsminister bzw. -senatoren, um ein gemeinsames politisches Handeln gegenüber dem Bund abzustimmen.
Beschlüsse der VMK sind rechtlich nicht bindend. Fallen diese einstimmig, sind sie jedoch politisch bindend. Mehrheitlich gefasste Beschlüsse spiegeln lediglich die Meinung der Mehrheit der Konferenzmitglieder wider.

## Vorsitz
Der Vorsitz der Verkehrsministerkonferenz rotiert alle zwei Jahre, jeweils zum 1. Januar. Im Jahr 2001 wurde dazu eine feste, sich wiederholende Reihenfolge beschlossen. Der bzw. die Vorsitzende der Folgeperiode fungiert jeweils als stellvertretender Vorsitzender in den zwei Jahren vor seiner Vorsitzzeit.
| Zeitraum | Vorsitz                | Vorsitz                                                          | Stellvertretender Vorsitz | Stellvertretender Vorsitz                                                             |
| -------- | ---------------------- | ---------------------------------------------------------------- | ------------------------- | ------------------------------------------------------------------------------------- |
| 2001/02  | Sachsen                |                                                                  | Rheinland-Pfalz           |                                                                                       |
| 2003/04  | Rheinland-Pfalz        |                                                                  | Berlin                    |                                                                                       |
| 2005/06  | Berlin                 |                                                                  | Sachsen-Anhalt            |                                                                                       |
| 2007/08  | Sachsen-Anhalt         | Karl-Heinz Daehre                                                | Thüringen                 | Andreas Trautvetter (bis 05/2008)                                                     |
| 2009/10  | Thüringen              | Gerold Wucherpfennig (bis 11/2009) Christian Carius (ab 11/2009) | Brandenburg               | Reinhold Dellmann (bis 10/2009)                                                       |
| 2011/12  | Brandenburg            | Jörg Vogelsänger                                                 | Schleswig-Holstein        | Jost de Jager (bis 06/2012)                                                           |
| 2013/14  | Schleswig-Holstein     | Reinhard Meyer                                                   | Mecklenburg-Vorpommern    | Volker Schlotmann (bis 12/2013) Christian Pegel (ab 01/2014)                          |
| 2015/16  | Mecklenburg-Vorpommern | Christian Pegel                                                  | Hamburg                   | Frank Horch                                                                           |
| 2017/18  | Hamburg                | Frank Horch (bis 10/2018)                                        | Saarland                  | Anke Rehlinger (ab 03/2018)                                                           |
| 2019/20  | Saarland               | Anke Rehlinger                                                   | Bremen                    | Joachim Lohse (bis 08/2019) Maike Schaefer (ab 08/2019)                               |
| 2021/22  | Bremen                 | Maike Schaefer                                                   | Nordrhein-Westfalen       | Hendrik Wüst (bis 10/2021) Ina Brandes (10/2021–06/2022) Oliver Krischer (ab 06/2022) |
| 2023/24  | Nordrhein-Westfalen    | Oliver Krischer                                                  | Bayern                    | Christian Bernreiter                                                                  |
| 2025/26  | Bayern                 | Christian Bernreiter                                             | Baden-Württemberg         | Winfried Hermann                                                                      |
| 2027/28  | Baden-Württemberg      |                                                                  | Niedersachsen             |                                                                                       |
| 2029/30  | Niedersachsen          |                                                                  | Hessen                    |                                                                                       |
| 2031/32  | Hessen                 |                                                                  | Sachsen                   |                                                                                       |

## Ausschüsse
Die Sitzungen der Verkehrsministerkonferenz werden von der Gemeinsamen Konferenz der Verkehrs- und Straßenbauabteilungsleiter (GKVS) vorbereitet. Des Weiteren gibt es zur Unterstützung der VMK sechs ständige Arbeitskreise der Länder und Bund-Länder-Fachausschüsse, u. a. zu Eisenbahnpolitik oder Straßenbaupolitik.